# 김창국 (음악가)
김창국(金昌国, 1942년 6월 4일~2022년 7월 15일)은 대한민국의 플루트 연주자이자, 지휘자이며, 도쿄 예술 대학의 명예 교수이다. 일본 내외에서 음악 활동을 펼쳤으며, 2001각에 고베시 문화상을 수상했다.